# Římskokatolická církev v Německu
Římskokatolická církev je největší církví v Německu (protestantů je sice asi o 10 % více, ale jsou rozděleni do více církví). V prosinci 2005 se k ní hlásilo 25 870 000 (31,4 %) obyvatel Německa a nedělní katolické bohoslužby pravidelně navštěvovalo 3,7 miliónu obyvatel.
Rozmístění katolíků mezi německým obyvatelstvem je velmi nerovnoměrné - tradiční silně katolické oblasti jsou Bavorsko a Porýní, naopak slabá je pozice katolíků v sekularizovaném a tradičně protestantském bývalém Východním Německu.
V moderní době dochází v rámci Německa k postupné sekularizaci společnosti, zejména pokud jde o bývalé Východní Německo (32,5 % Němců celkem a 70 % východních Němců se profiluje jako bez vyznání). Dochází k vystupování z církve i k poklesu návštěv bohoslužeb, vyšší mobilita obyvatel v rámci moderního Německa pak přispívá k pomalému rozřeďování kdysi nábožensky homogenních komunit a k růstu počtu sňatků mezi katolíky a protestanty. V Německu též jakožto nový fenomén sílí vliv islámu (aktuálně 4 % obyvatel).

## Struktura

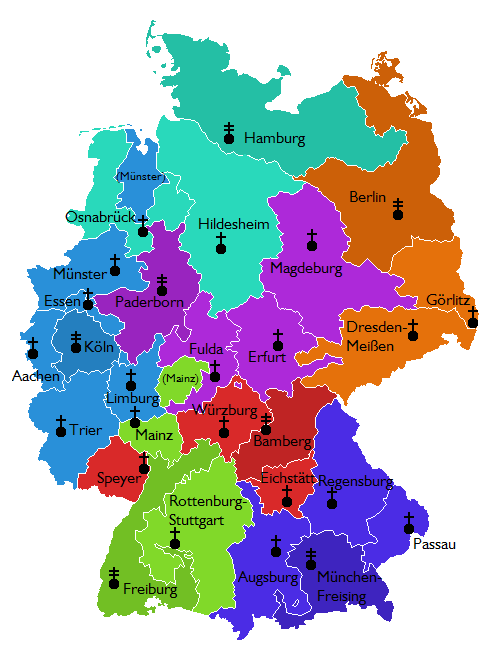
Církevní provincie a diecéze v Německu

Katolická církev člení území Německa na 7 církevních provincií a 27 diecézí a arcidiecézí. Toto rozdělení je výsledkem rozsáhlé reorganizace římskokatolické církevní správy v německých oblastech po napoleonských válkách (a později ve 20. století), během níž některá starobylá biskupství (například Worms) zanikla.
|  |  | arcidiecéze bamberská              |
|  |  | diecéze würzburská                 |
|  |  | diecéze špýrská                    |
|  |  | diecéze eichstättská               |
|  |  | arcidiecéze berlínská              |
|  |  | diecéze drážďansko-míšeňská        |
|  |  | diecéze zhořelecká                 |
|  |  | arcidiecéze kolínská               |
|  |  | diecéze cášská                     |
|  |  | diecéze essenská                   |
|  |  | diecéze limburská                  |
|  |  | diecéze münsterská                 |
|  |  | diecéze trevírská                  |
|  |  | arcidiecéze freiburská             |
|  |  | diecéze mohučská                   |
|  |  | diecéze rottenbursko-stuttgartská  |
|  |  | arcidiecéze hamburská              |
|  |  | diecéze hildesheimská              |
|  |  | diecéze osnabrückská               |
|  |  | arcidiecéze mnichovsko-freisingská |
|  |  | diecéze augsburská                 |
|  |  | diecéze pasovská                   |
|  |  | diecéze řezenská                   |
|  |  | arcidiecéze paderbornská           |
|  |  | diecéze erfurtská                  |
|  |  | diecéze fuldská                    |
|  |  | diecéze magdeburská                |

### Bezprostředně podřízené Svatému Stolci
Bezprostředně podřízené Svatému Stolci jsou: 
- Německý vojenský ordinariát
- Apoštolský exarchát v Německu a Skandinávii pro věřící Ukrajinské řeckokatolické církve

## Arcibiskupské katedrály

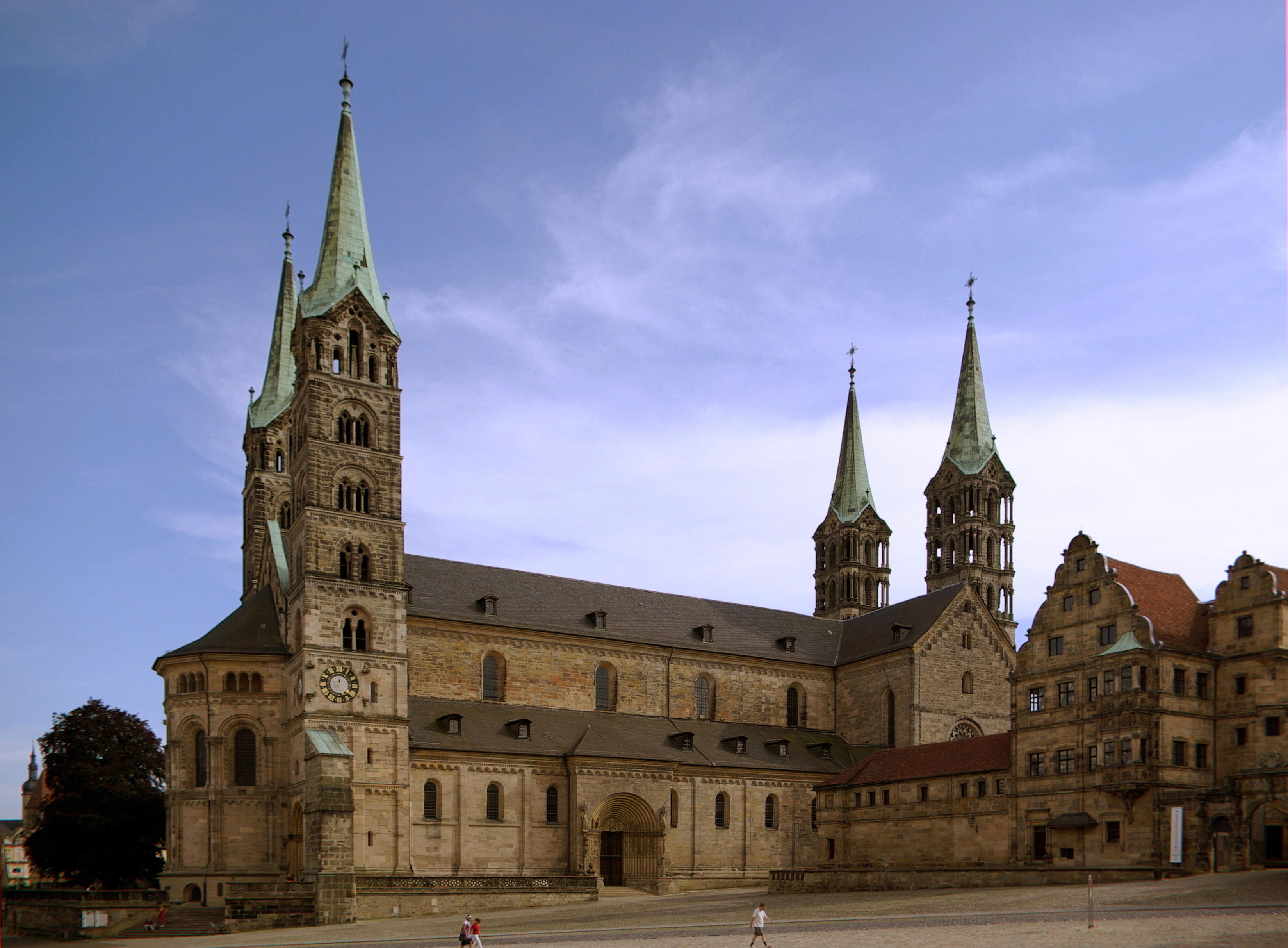
Dóm v Bamberku
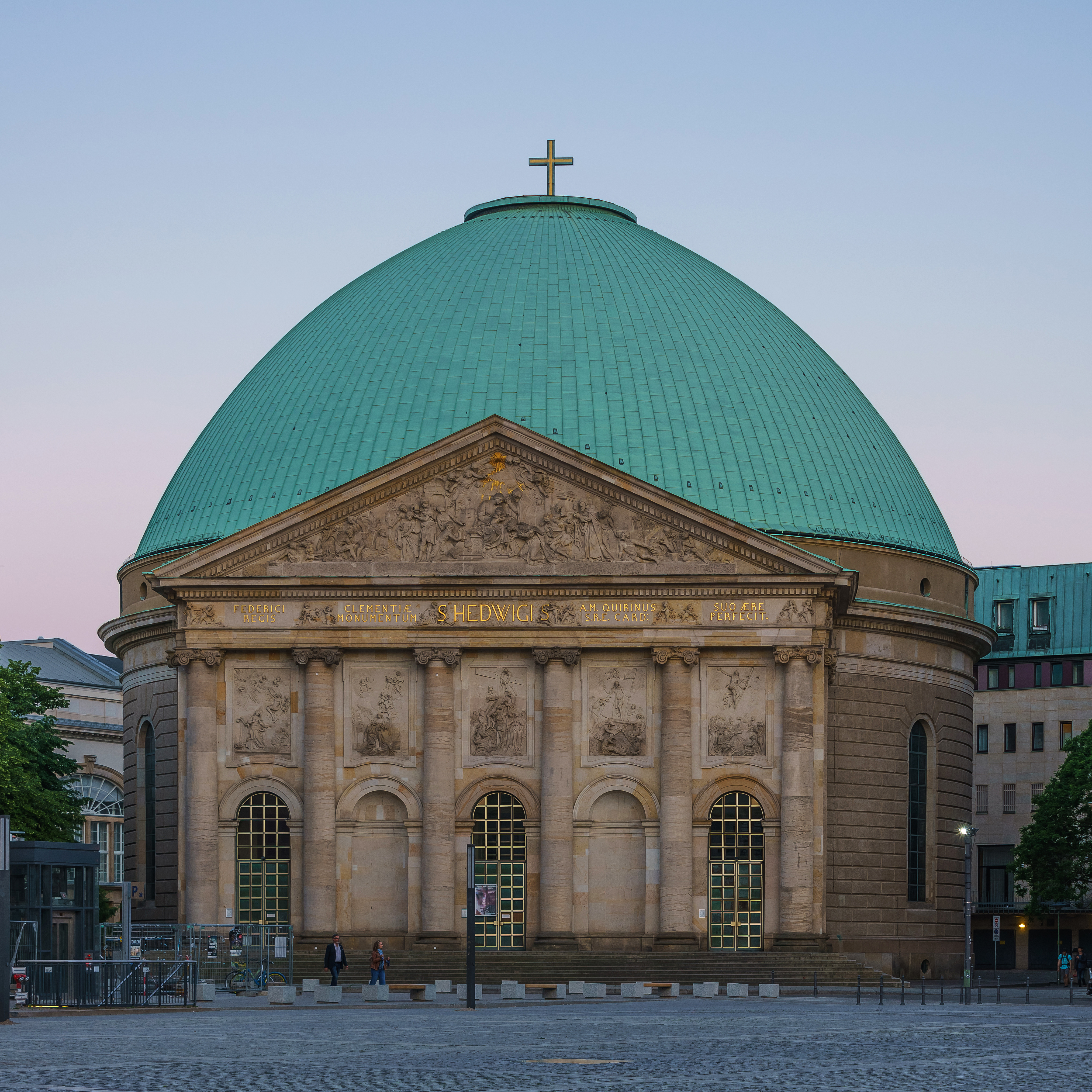
Katedrála sv. Hedviky v Berlíně
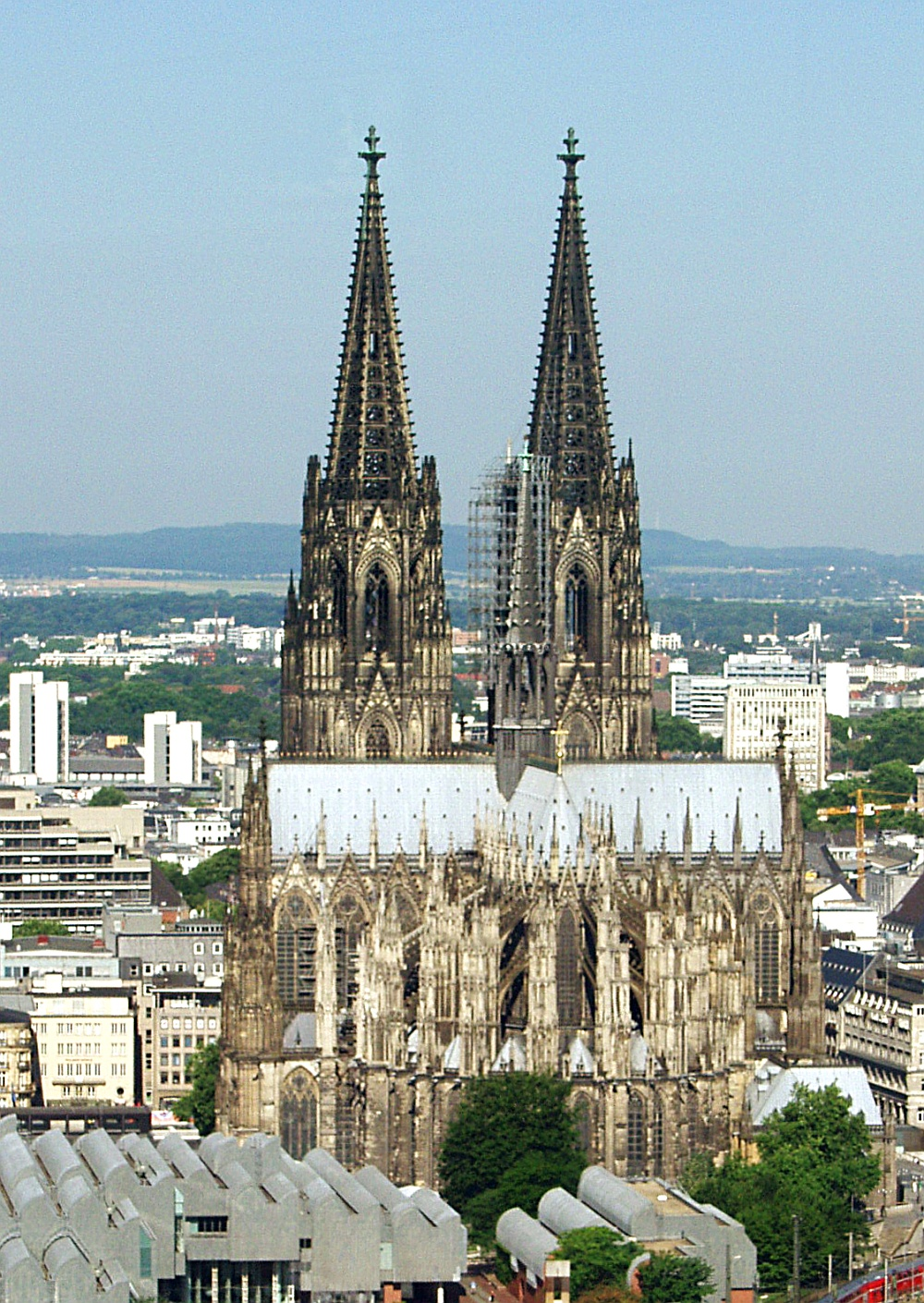
Kolínský dóm
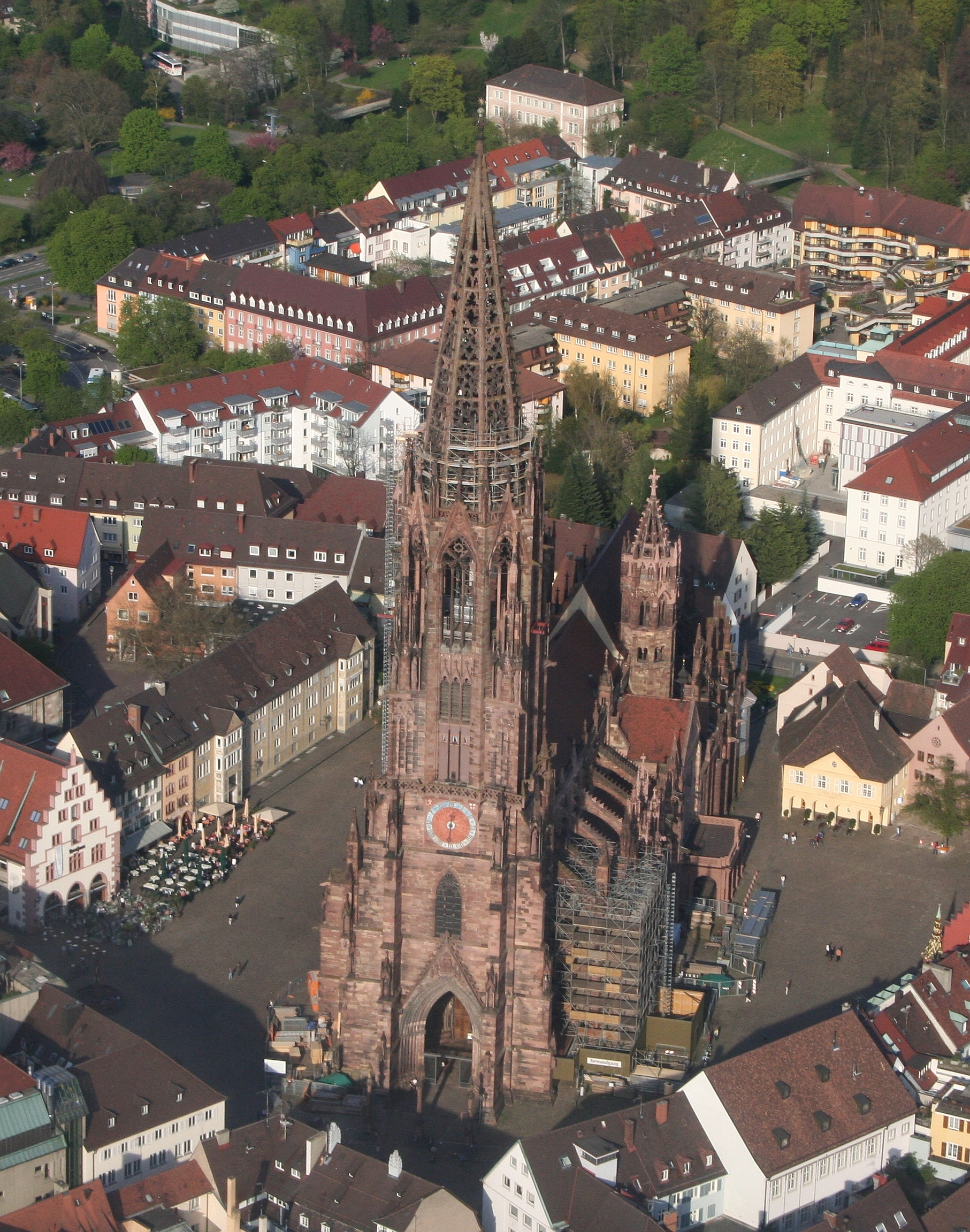
Katedrála ve Freiburgu im Breisgau
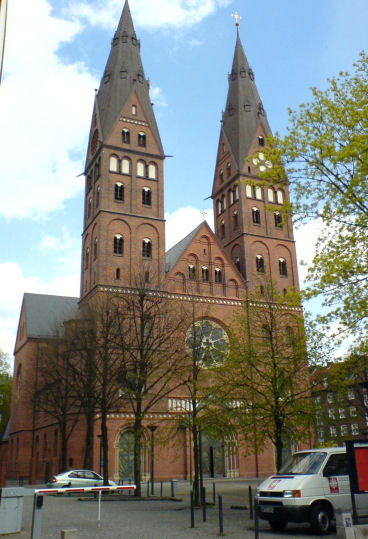
Katedrála v Hamburku
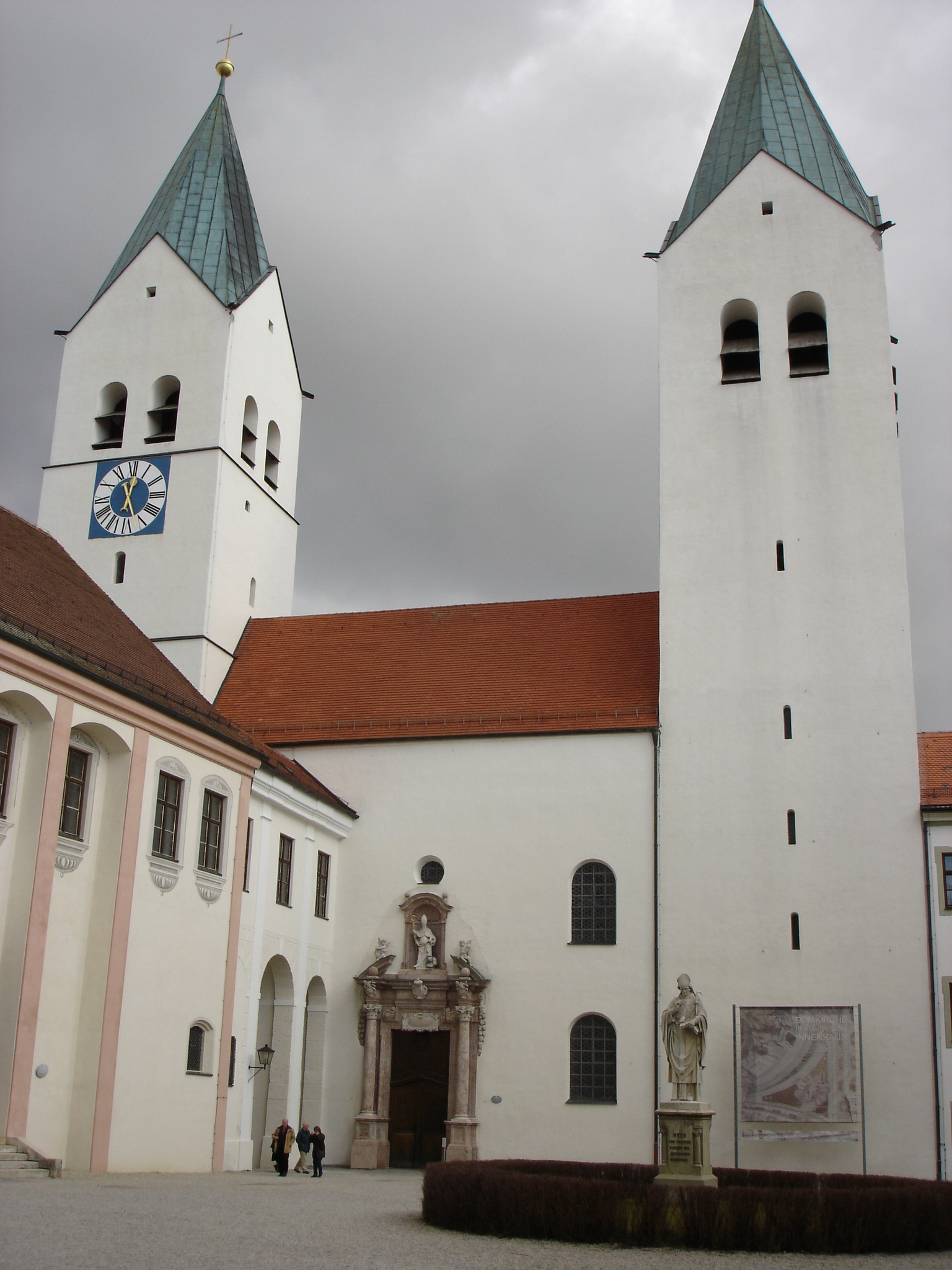
Dóm ve Freisingu
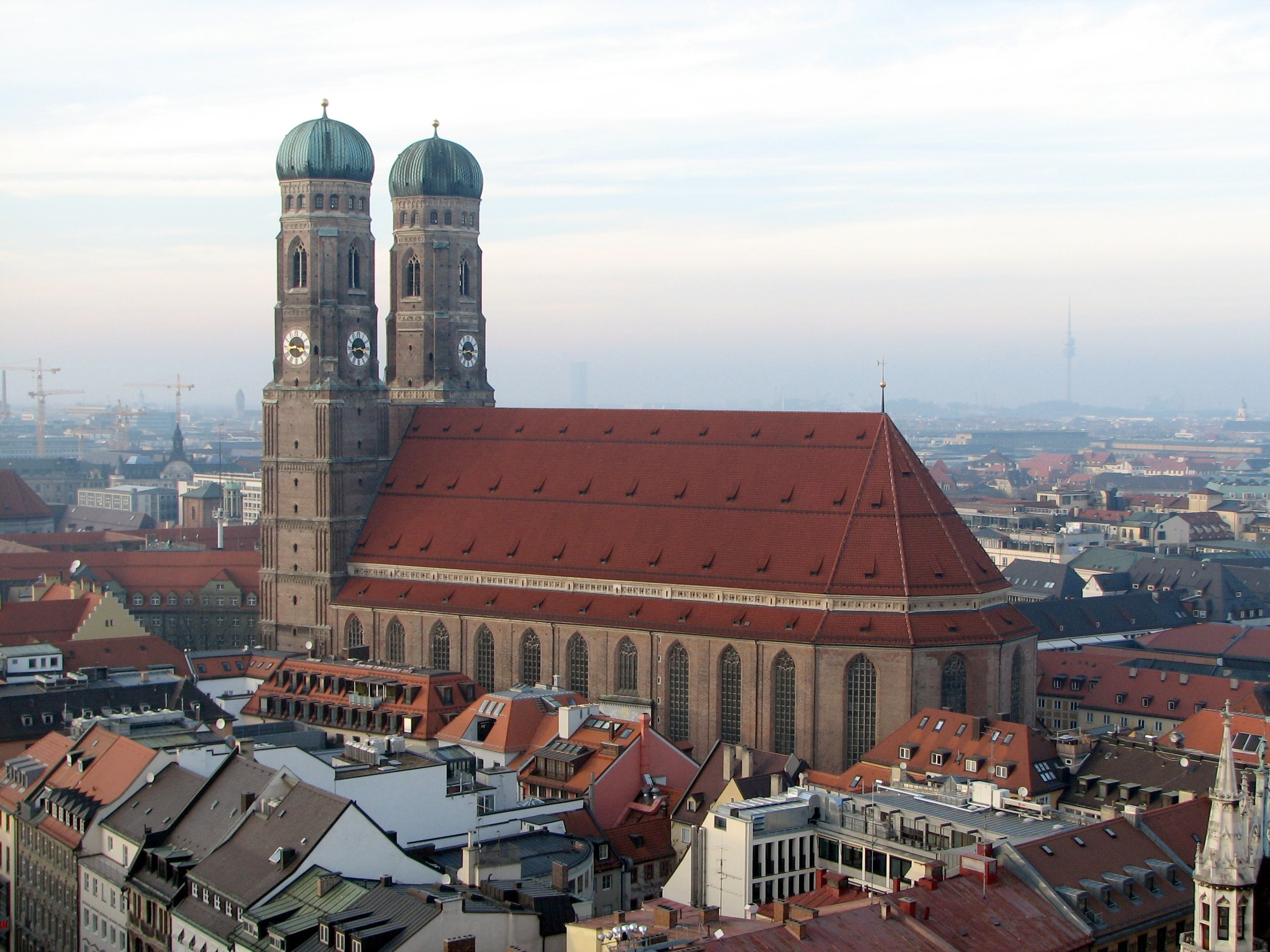
Mnichovská katedrála (Frauenkirche)
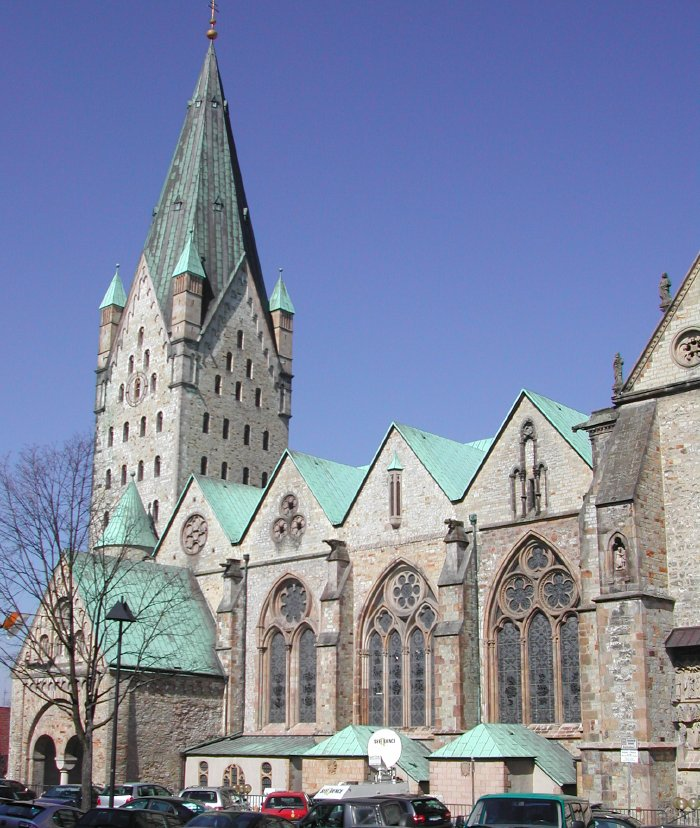
Dóm v Paderbornu